# غونتر مولر (عالم موسيقى)
غونتر مولر (بالألمانية: Günther Müller)‏ هو عالم موسيقى ألماني، ولد في 12 يناير 1925 في غرسدورف ‏ في ألمانيا.